# 姚子青营抗日牺牲处
31°24′39″N 121°29′18″E / 31.41085°N 121.48846°E
姚子青营抗日牺牲处，位于现中华人民共和国上海市宝山区友谊路街道友谊路1号临江公园内。1992年6月1日，此遗址被定为第八批上海市文物保护单位。

## 沿革
1937年，姚子青任国民革命军第十八军九十八师二九二旅五八三团第三营中校营长，奉命參加淞沪会战，进驻宝山县城。9月5日，侵华日军有两千人登陆宝山县城。姚子青率领600官兵与侵华日军奋战七昼夜，最终因为寡不敌众，全营将士阵亡。1992年6月1日，公布为上海市文物保护单位。1996年8月13日，立“姚子青营抗日牺牲处”纪念碑，碑石为灵岩山石。